# Historia del uniforme del Club de Deportes Unión La Calera
El primer uniforme del club, cuando era Deportes La Calera, fue de color azul, que era el representativo de los clubes Tifón y Cóndor, que se fusionaron con Calera Comercio, que ocupaba un uniforme rojo. Al año siguiente, con la incorporación en la fusión de Cemento Melón, de color blanco, se decidió darle protagonismo al color rojo, utilizado al club desde entonces. En 2007 los cementeros utilizaron una camiseta blanca y roja a rayas horizontales, pantalón blanco y medias blancas de uniforme titular, muy similar a la que usó el mismo equipo cuando consiguió su ascenso a la Primera División en 1984.

## Uniforme titular
| 1954 | 1957 | 1959 | 1961 | 1963-64 | 1967 | 1968-69 | 1969 | 1972 |

| 1973 | 1979 | 2007-08 | 2008-09 | 2010 | 2011 | 2012 | 2013-14 | 2014 |

| 2014-15 | 2015-16 | 2016 | 2017 | 2017 | 2020 | 2020-21 | 2021 | 2022 |

| 2023 | 2024 |

## Uniforme alternativo
| 1954 | 1966 | 2010-14 | 2014-15 | 2015-16 | 2016 | 2017 | 2017 | 2020 |

| 2020-21 | 2021 | 2022 |

## Tercer uniforme
| 2021 | 2022 |

## Equipamiento
| Período   | Proveedor             |
| --------- | --------------------- |
| 1978-1982 | New Leader            |
| 1983-1984 | Deportes El Crack     |
| 1985      | Haddad                |
| 1985-1986 | Dolphin               |
| 1987      | Deportes El Crack     |
| 1989-1990 | Le Coq Sportif        |
| 1990      | Puma                  |
| 1992-1994 | Marva                 |
| 1993      | Donell                |
| 1995      | Torpedo Sport         |
| 1996-1997 | Diadora               |
| 1997-2001 | Torpedo Sport         |
| 2001-2003 | Adidas                |
| 2004-2016 | Training Professional |
| 2017-2018 | KS7                   |
| 2019-2020 | Lyon                  |
| 2020-2021 | OneFit                |
| 2021-2023 | Siker                 |
| 2024-     | Givova                |

| Período   | Auspiciador       |
| --------- | ----------------- |
| 1985-1986 | Dolphin           |
| 1987      | Buses Dhino's     |
| 1991      | Der Clou          |
| 1993      | Corsa Chile       |
| 1995      | Riqbas Maquinaria |
| 1995-1997 | Bonaire           |
| 1997      | Shopping Group    |
| 1998      | Ekono             |
| 1999-2001 | Santa Isabel      |
| 2004-2008 | Cemento Melón     |
| 2009      | Cencocal          |
| 2010-2016 | PF                |
| 2017-2018 | Refugio de Cristo |
| 2018-2021 | PF                |
| 2022-2023 | Betway            |
| 2023-     | Suzuval           |
| 2025-     | Estelarbet        |